# Silvius Magnago
Silvius Magnago (Meran, Osztrák–Magyar Monarchia, 1914. február 5. – Bolzano, 2010. május 25.) tiroli származású olasz-osztrák jogász, olaszországi politikus, Bolzano város alpolgármestere, 1948–1960 között tartományi és regionális tanácsok elnöke, 1957–1991 között a Dél-Tiroli Néppárt (SVP) elnöke, 1960–1989 között Dél-Tirol tartományi elöljárója (Landeshauptmann), a dél-tiroli autonómia következetes harcosa és megvalósítója. (Nevének ejtése kb. [szilviusz mányágó])

## Élete

### Származása
Az Osztrák Császárság kétnyelvű nagypolgári családjában született. Édesapja, az olasz nemzetiségű id. Silvius Magnago a trentinói Roveretóból származott, és császári-királyi tartományi bírósági főtanácsnokként (k.k. Oberlandesgerichtsrat) működött a tiroli Meranban. Édesanyja, Helene Redler a nyugat-ausztriai Bregenzben született, Ferdinand Redlernek, Vorarlberg tartomány főnökének (Landeshauptmann) volt a nővére.
Ifj. Silvius Magnago 1914-ben a merani Marchetti-villában született (a mai Galileo-Galilei-Straße 50. alatt). 1915-ben egyéves volt, amikor a család Bozenbe költözött. A fiú itt végezte iskoláit. Az Osztrák–Magyar Monarchia 1918-as katonai veresége után Tirol déli felét (Trentinóval együtt) megszállták az olaszok. Az 1919-es saint-germaini békeszerződés értelmében az egész területet fel egészen a Brenner-hágóig elszakították Ausztriától és az Olasz Királysághoz csatolták. Hatalmas német ajkú terület (Deutschtirol) jutott olasz fennhatóság alá. A fasizmus hatalomra jutása után megkezdődött a tiroli német nyelvű lakosság erőteljes olaszosítása. A helységek német nevét, a német nyelv használatát és oktatását betiltották, Dél-Olaszországból nagyszámú olasz bevándorlót telepítettek a volt ausztriai területekre. Az olaszosítási politika főleg a nagyobb városokban hozott maradandó eredményt.
Magnago 1936-ban a bolzanói (bozeni) Carducci Gimnáziumban érettségizett. Rögtön utána behívták az olasz királyi hadseregbe. 1937 júniusában elvégezte a palermói tartalékos tisztképző iskolát. 1938 májusáig Rómában szolgált tartalékos hadnagyként az 1. számú „Granatieri di Sardegna” gránátos ezredben. Itt ismerkedett meg későbbi feleségével, az Essenből származó Sophia Cornelissennel. Ezekben az években a Bolognai Egyetemen jogtudományt tanult, tanulmányait 1940 júniusában fejezte be.
- Szülőháza, a meranói Villa Marchetti
- Emléktábla szülőházán

### A Német Birodalom hadseregében
Hitler hatalomra jutása (1933), és Ausztria német megszállása (1938) után a tiroli német nyelvű lakosság mind Ausztriában, mind Olaszországban azt remélte, a Német Birodalom kancellárja rábírja Mussolinit, egyezzen bele Dél-Tirol visszacsatolásába. Ehelyett azonban 1939 októberében Hitler és Mussolini Berlinben olyan egyezményt kötöttek, mely helyben hagyta az 1920-as határokat, viszont a dél-tiroli német ajkú lakosságot kényszerválasztás (opció) elé állította: Német-osztrák identitásukat csak a náci Német Birodalomhoz tartozó Ausztriába kivándorlók, az „optánsok” őrizhették meg. A szülőföldjükön, Dél-Tirolban maradók („Dableiber”) a olasz fasizmus etnikai szabályait voltak kötelesek elfogadni. A német ajkú lakosság 80%-a választotta az „opciót”, de 1943-ig (Olaszországnak a háborúból való kiugrásáig) ténylegesen csak mintegy 75 000 fő költözött át ténylegesen a Harmadik Birodalomba. (Nagyrészük 1945-ben visszatért szülőföldjére, az olaszországi Dél-Tirolba).
Magnago elutasította az olasz fasizmust, és az „opciót” választotta. 1939-ben áttelepülésre jelentkezett a Német Birodalomba. Még három éven át Dél-Tirolban, Bolzanóban (Bozenben) maradt, egy gazdasági bizottság tagjaként, amely az áttelepülők (optánsok) vagyonának felbecslését és lajstromba vételét végezte. Az optánsok közül a hadköteles férfiak azonban hamarosan behívót kaptak a német hadseregbe. 1942 decemberében Magnagót is behívták. Hadnagyi rangban a német hegyivadász csapatokhoz osztották be, és a szovjet frontra küldték.
1943 őszén szabadságot kapott. Tirolba utazott, és feleségül vette Sophia Cornelissent. Az esküvőt október 18-án Landeckben tartották.
Szabadsága lejártával visszatért a frontra, a Dnyeper folyó mellé. Nyikopol közelében egy szovjet aknavető-támadásban súlyosan megsebesült. Egyik lábát amputálni kellett, életét több további műtéttel megmentették. A háború végéig különböző hadikórházakban ápolták.

### Hazatérése Dél-Tirolba
A háború után a hadirokkant Magnago, feleségével együtt hazatért Dél-Tirolba és Bolzanóban (Bozenben) telepedett le. Előbb a háborús menekülteket és hazatérőket gondozó szervezetekben dolgozott, majd a Dél-tiroli Takarékpénztárnál (Südtiroler Sparkasse) alkalmazták jogászként. Figyelemmel kísérte az Dél-Tirol politikai státusáról – a párizsi békekonferencia keretében – Ausztria és Olaszország között folyó tárgyalásokat. Ausztria kormánya kezdetben Dél-Tirol visszacsatolását követelte, a győztes nagyhatalmak vezetői (akik Olaszországban már a jövendő katonai szövetségest látták) megvétózták ezt. Magnago ezután reménnyel tekintett a tiroli születésű Karl Gruber osztrák külügyminiszter és a trentinói származású Alcide De Gasperi olasz miniszterelnök által 1946. szeptember 5-én megkötött Gruber–De Gasperi-egyezményre, mely Dél-Tirol német nyelvű (osztrák) lakosságának autonómiát ígért. 
Az 1947-es új olasz alkotmány értelmében azonban a római kormány a német ajkú Dél-Tirolt (korabeli nevén „Tiroler Etschland”) összevonta az olasz lakosságú Trentinóval. Az így olasz többségűvé tett új Trentino-Dél-Tirol (korabeli nevén „Trentino-Tiroler Etschland”) régióra ruházták az autonóm státust. A dél-tiroli német ajkúakat érintő döntéseket Trentino fővárosában, Trentóban (Trient) hozták meg, ami a német nyelvű lakosság körében tömeges elégedetlenséget keltett. A reálpolitikus Magnago a párt radikális szárnyához tartozott, az Ausztriához való visszacsatolást reménytelennek ítélte, viszont széles körű autonómiát követelt a német ajkú Dél-Tirol számára.
1947-ben Magnago a Dél-Tiroli Néppárt (Südtiroler Volkspartei, SVP) küldöttjeként bekerült a Bolzano városi tanácsába. 1948-ban községtanácsi választásokat tartottak, Magnago kapta a legtöbb „preferenciális” (egyéni) szavazatot. Ennek eredményeképpen megválasztották Bolzano város alpolgármesterévé. Így indult politikai pályája. Az általános választáson az SVP képviselői bejutottak az római képviselőházba és a szenátusba is.
1948-ban az SVP képviselőjeként bekerült Trentino-Dél-Tirol régió tanácsába, ezzel egyidejűleg beválasztották Dél-Tirol (korabeli nevén Tiroler Etschland) tartományi gyűlésébe (Südtiroler Landtag) is. Ez utóbbinak tagja maradt megszakítás nélkül egészen 1988-ig. Egymást követő három választási időszakon keresztül, 1960-ig felváltva töltötte be a régiós tanács elnökének/alelnökének és a tartományi gyűlés elnökének/alelnökének tisztségét.
A Dél-Tiroli Néppártban (SVP) heves politikai viták zajlottak a követendő politikai stratégiáról. 1945 után a pártban a hazatért „optánsok” voltak a hangadók, és az Ausztriához való teljes visszacsatolást követelték. Az 1947-ben kiadott ún. első autonómia-statútum csak az olasz többségű régiónak biztosított autonómiát, a német nyelvű kisebbség hátrányba került, önigazgatási lehetőségeit megvonták. Sérelmeiket súlyosbította, hogy iparosítás ürügyén a római kormány nagy tömegű „anyaországi” olaszt telepített be Venetóból és Dél-Olaszországból, akiknek állást és lakást biztosított a helyiek rovására, folyamatosan növelve az olasz etnikum számarányát.
Az 1952-es régiós községtanácsi választásokon az SVP megszerezte a legtöbb önkormányzati pozíciót, a régió legerősebb pártja lett. A választók többsége elutasította az 1947-es autonómia-statútumot, sürgette a német nyelvű Dél-Tirol önállósodását Trentinótól, sokan az Ausztriával való újraegyesítést követelték). A párt egymást követő vezetői (Toni Ebner, Otto von Guggenberg, Karl Tinzl) azonban a Rómával való „puha” kiegyezést keresték. 1957-ben, amikor a kormány ismét szociális lakónegyed építésébe kezdett 5000 újabb olasz bevándorló számára, betelt a pohár.

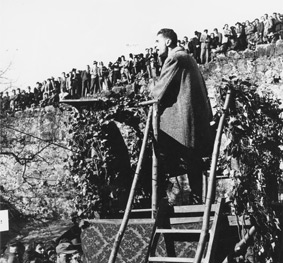
Magnago beszél a sigmundskroni tömeggyűlésen

Az 1957. május 25-i tisztújításon leváltották Toni Ebner pártelnököt és az egész pártvezetést. A radikális Silvius Magnagót választották az SVP elnökévé. Az új pártvezér keményebb hangot ütött meg, új politikai irányvonalat tűzött ki, elutasította a politikai együttműködést a Rőmában és Trentóban kormányzó Kereszténydemokrata Párttal és határozott, konfrontatív fellépést ígért. 1957. november 17-én Bolzano közelében, a hatalmas Sigmundskron (Castel Firmiano) fellegvár területén tiltakozó tömeggyűlést tartott. Előtte tárgyalt Bolzano olasz rendőrfőnökével, és biztosította a rendezvény békés jellegéről. A feszült hangulatú gyűlésen Magnago 35 000 hallgató előtt hirdette meg autonómia-programját. Szembeszállt a dél-tiroli közéletet uraló szélsőséges irányzatokkal, a visszacsatolás-pártiak „Los von Rom!” (El Rómától!) jelszavával, és az Osztrák–Magyar Monarchia idejéből örökölt, az önálló Trentino-Etschland koronatartományt követelők régi „Los von Innsbruck!” (El Innsbrucktól!) jelszavával is. Helyettük új jelszót kínált fel: „Los von Trient!” (El Trentótól!).) Az új jelszó futótűzként terjedt. A felizgatott tömeg nyomban Bolzanóba akart vonulni, hogy tüntetéssel adjon nyomatékot követelésének. Magnago, a kiváló szónok azonban lecsillapította a kedélyeket.
A sigmundskroni tömeggyűlés erős nemzetközi visszhangot vetett, ráirányította a figyelmet a dél-tiroli kérdés megoldatlanságára. Az SVP elnöke elérte, hogy az 1947-es autonómia-statútum újratárgyalásra kerüljön, az olasz és az osztrák kormány képviselőinek részvételével. A SVP követeléseinek összességét „Dél-Tirol-csomagnak” (Südtirol-Paket) nevezték. Magnago azt a reálpolitikai célt tűzte ki, hogy alakuljon meg a különálló, saját autonóm jogosítványokkal felruházott, német többségű „Dél-Tirol megye”, amelynek igazgatása ne legyen alárendelve az olasz többségű trentói régió kormányzatának.
1959-ben Magnagót a Dél-tiroli Háborús Áldozatok és Frontharcosok Szövetsége tiszteletbeli elnökévé választották.

### Dél-Tirol politikai vezetője
1960. december 31-én Magnagót Dél-Tirol tartományi elöljárójává (németül: Landeshauptmann Südtirols, olaszul: governatore della Provincia autonoma di Bolzano), az 1956 óta regnáló Alois Pupp helyére. E tisztségét csaknem három évtizeden megszakítás nélkül át meg tudta őrizni, egészen 1989-ig. Ebben az időszakban az összes tartományi kormányzati választáson ő szerezte a legtöbb „preferenciális” (egyéni) szavazatot. Bolzano autonóm megye önkormányzati tanácsát német nyelven napjainkig az osztrák közigazgatásból örökölt hagyományos nevén „tartományi gyűlésnek” (Landtag), a tanács elnökét „tartományi elöljárónak” (Landeshauptmann) nevezik). Hat törvényhozási időszakon át hat választást nyert meg, hat tartományi kormányt alakított és irányított ez idő alatt. (Ezek voltak az ún. „Magnago-kabinetek”, 1-től 6-ig).
Kormányainak első évtizedében ő vezette a Dél-Tirol autonómiájáról (a „Südtirol-Paket”-ről) folyó nehéz politikai tárgyalásokat, a római és a bécsi kormányokkal. Közben küzdenie kellett a saját pártján belüli nézetkülönbségekkel, frakcióharcokkal és a Dél-Tirolban fellángoló szélsőséges nacionalista mozgalmak hatásával szemben is.
1955 óta működött a Dél-Tirol Felszabadítási Bizottsága (Befreiungsausschuss Südtirols, BAS) nevű szeparatista szervezet, amely függetlenséget követelt Dél-Tirol számára. Tagjai pokolgépes merényletekkel pusztították az olasz állami infrastruktúra létesítményeit. Felrobbantották a fasiszta diktatúra által Dél-Tirolban emelt, és 1945 után is fenntartott, gyűlölt olasz emlékműveket is. Tevékenységük 1961. június 11-én érte el csúcspontját, amikor az ún „Tűzéjszakán” (Feuernacht) 37 nagyfeszültségű távvezetéki oszlopot döntöttek le Dél-Tirolban, megbénítva az észak-olaszországi ipar és a vasúti közlekedés nagy részét.
A reálpolitikus Magnago minden fórumon határozottan elutasította az erőszakos módszereket, emiatt szembekerült saját pártjának szeparatista szárnyával is, akik Peter Brugger vezetésével makacsul visszautasították az Olaszországon belüli autonómiát, és ragaszkodtak az ausztriai Tirollal történő újraegyesítéshez. Maga Magnago az elszakadést lehetetlennek ítélte, és a szívós autonómia-tárgyalások híve volt. Mivel elítélte a BAS bombamerényleteit is, a szeparatista frakció gyakran kollaboránsnak bélyegezte őt.
A dél-tiroli német lakosság egyrésze szimpatizált a terroristákkal, segítette, rejtegette őket. A római kormány nagyszabású rendőrt és csendőrt rendelt a térségbe, a razziák során atrocitások, megtorlások történtek. A pragmatikus Magnago fáradhatatlanul dolgozott azon, hogy a német lakossággal elfogadtassa a békés megoldás szükségességét. Írásaiban, beszédeiben, minden fórumon e mellett érvelt. Csaknem egy évtized kellett ahhoz, hogy maga mellé állítsa a politikai többséget. 1969. november 22-én Meranóban, a Dél-Tiroli Néppárt rendkívüli kongresszusán (habár igen kis többséggel) a küldöttek 52,8%-a (583 mellette, 492 ellene) elfogadta az olasz kormánnyal 1960 óta folyó tárgyalások eredményét, a Bolzano megye autonóm státusát biztosító 137 rendelkezést, a „Dél-Tirol-csomagot”.
A szavazás után került sor a megbékülés kézfogására Magnago pártelnök és Peter Brugger frakcióvezető – utóbbi ekkor már a római szenátus tagja – között. A híressé vált jelképes aktussal az SVP szeparatista frakciója feladta az elszakadásért folytatott kilátástalan harcot, és ettől kezdve támogatta Magnago programját a „Dél-Tirol-csomag” gyakorlati megvalósításáért. A gyakran változó római kormányokkal szemben, az autonómiát túlzottnak tartó központosító irányzatok ellen vívott politikai küzdelmek és egyezkedések miatt ez a folyamat több, mint két évtizedet vett igénybe. A munkát Magnago irányította, aki Bolzano autonóm megye – Dél-Tirol – vezetőjeként mindvégig szilárd támogatást tudhatott a háta mögött.
Csak 1992-re – az Olaszországot is magában foglaló Európai Unió megalakulásával egyidőben – jutottak odáig, hogy Dél-Tirol (Bolzano autonóm megye) széles körű nyelvi, kulturális és közigazgatási önállóságot harcolt ki, és jelentős mértékben függetlenné vált Trentino-Alto Adige régiótól. Dél-Tirol megyei (tartományi) autonómiját valamennyi érdekelt politikai erő, az EU-tag Olaszország kormánya, az (ekkor még) EU-n kívüli Ausztria kormánya (Alois Mock külügyminiszter képviseletével), valamint az SVP kongresszusa együttes nyilatkozatban megvalósultnak nyilvánította, és ezt az ENSZ-szel is sikerült elfogadtatni. Silvius Magnago, az ekkorra már visszavonult tartományi elöljáró és pártelnök, aki három évtized óta mindvégig a német ajkú lakosság érdekeit védelmezte, életművét láthatta megvalósulni. Köztiszteletben álló, népszerű személyiség volt, akit már az 1960-as évek óta a dél-tiroli autonómia „atyjának” tekintették. A hálás tiroliak „Landesvater”-nek nevezték (magyarul kb. „a haza atyja”).

### Visszavonulása
1988-ban bejelentette, hogy romló egészségi állapota miatt nem indul a községtanácsi választásokon. Tartományi elöljárói tisztségéről 1989. március 17-én lemondott, utódja Luis Durnwalder lett. Az SVP pártelnöki tisztségét 1991-ig megtartotta, ekkor lemondott Roland Riz javára, és 34 év után visszavonult az aktív politikai élettől. Az SVP örökös tiszteletbeli pártelnökévé (Ehrenobmann) választotta.
1989–1994 között még tagja maradt az úgynevezett „hatos bizottságnak”, amely az autonóm státus végrehajtási rendelkezéseit egyeztette a római kormánnyal. Egyike volt azoknak a politikai gondolkodóknak, akik a „régiók Európája” koncepció szellemi alapjait megvetették. Távozásával egyidőben, 1994-ben alakult meg a Régiók Európai Bizottsága.

### Utolsó évei
A következő években a visszavonult Magnago Bolzano óvárosában élt. Súlyosbodó Parkinson-kórja miatt egyre ritkábban mutatkozott nyilvános eseményeken. 2003-ban felesége, Sophia elhunyt, a veszteség tovább rontotta kedélyállapotát.
2010. május 16-án otthonában baleset érte, kiesett kerekesszékéből, kulcscsontját törte. Tüdőgyulladás lépett fel, Magnagót május 21-én beszállították a bolzanói kórházba, ahol május 25-én elhunyt. Nagy részvét mellett, állami tiszteletadással temették el a bolzanói Oberau temetőben. Temetésén megjelent számos vezető politikus, így Werner Faymann osztrák szövetségi kancellár és Josef Pröll alkancellár is.
Silvius Magnago hátrahagyott levelezését és dokumentumait 2011 óta a Dél-Tiroli Tartományi Levéltár (Südtiroler Landesarchiv) őrzi.

## Díjai, kitüntetései
Silvius Magnago számos díjat, kitüntetést kapott állami, nemzetközi és regionális politikai és kulturális intézményektől. A legjelentősebbek:
Díjak
- 1971: az Alfred Toepfler Alapítvány Robert Schuman-díja(wd)
- 1973: a Szudétanémet Közösség Európai Károly-díja(wd) (Europäischer Karlspreis der Sudetendeutschen Landsmannschaft)
- 1988: Leopold Kunschak-díj (ÖVP)
- 2004: a Coudenhove-Kalergi-alapítvány Békés Europáért díja (Preis für ein friedliches Europa). Alois Mock adta át.

Kitüntetések
- 1972: Bajor Érdemrend (Bayerischer Verdienstorden) lovagkeresztje
- 1898: az Osztrák Köztársaság Érdemrendje, 9. osztály (Ehrenzeichen für Verdienste um die Republik Österreich)
- 1991: az Olasz Köztársaság Érdemrendje (Ordine al merito della Repubblica italiana) nagykeresztje (1991. április 26., Róma)
- 1993: a Német Szövetségi Köztársaság Érdemrendje (Verdienstorden der Bundesrepublik Deutschland) csillaggal ékesített nagykeresztje

## Kapcsolódó információk
- Hans Benedikter. Silvius Magnago: ein Leben für Südtirol (német nyelven). Bozen: Athesia (1983). ISBN 88-7014-296-5
- Hans Benedikter. Silvius Magnago: ein Leben für Südtirol. Ergänzte und aktualisierte Auflage (német nyelven). Bozen: Athesia (2010). ISBN 978-88-8266-285-1
- szerk.: Gottfried Solderer: Silvius Magnago: eine Biographie Südtirols (német nyelven). Bozen: Edition Raetia (1996). ISBN 978-88-7283-053-6
- Hans Karl Peterlini. Silvius Magnago. Das Vermächtnis: Bekenntnisse einer politischen Legende (német nyelven). Bozen: Edition Raetia (2007). ISBN 978-88-7283-300-1
- Claudio Calabrese. Silvius Magnago: il patriarca (1914–2010) (olasz nyelven). Bolzano: Praxis3 (2010). ISBN 978-88-96134-08-5
- Magnago Silvius Dr. Landeshauptmann 1914 Meran, Südtirol (Gyászjelentése portréval) (német nyelven). sterbebilder.schwemberger.at. (Hozzáférés: 2020. április 11.)
- Südtiroler Landeshauptmann Silvius Magnago. Medien online zugänglich 1976-1995. (osztrák média-archívum). Österreichische Mediathek (mediathek.at). (Hozzáférés: 2020. április 11.)
- 118730150 dokumentumai a Német Nemzeti Könyvtár (DNB) állományában Silvius Magnago dokumentumai a Német Nemzeti Könyvtár (DNB) állományában.